# Kolla opalinula
Kolla opalinula är en insektsart som beskrevs av Jacobi 1941. Kolla opalinula ingår i släktet Kolla och familjen dvärgstritar. Inga underarter finns listade i Catalogue of Life.